# Iván Rodríguez
Iván Rodríguez Torres (nascido em 27 de novembro de 1971), apelidado de "Pudge" é um jogador profissional de beisebol da  Major League Baseball que atuou como catcher. Em sua carreira, ele jogou pelo Texas Rangers (em duas ocasiões diferentes, na maior parte de sua carreira), Florida Marlins, Detroit Tigers, New York Yankees, Houston Astros e  Washington Nationals. Em 18 de janeiro de 2017, ele foi eleito para o National Baseball Hall of Fame and Museum em Cooperstown em seu primeiro ano elegibilidade, recebendo 76% dos votos e oficialmente induzido em 31 de julho de 2017.

## Carreira
Iván Rodríguez foi campeão da World Series 2003 jogando pelo Florida Marlins. Na série de partidas decisiva, sua equipe venceu o New York Yankees por 4 jogos a 2.